# Championnats du monde de paratriathlon 2018
Navigation
Édition précédente Édition suivante
Les championnats du monde de paratriathlon 2018 se déroulent le 12 au 16 septembre 2018 à Gold Coast en Australie. La rencontre mondiale est intégrée au  programme de la grande finale des séries mondiales de triathlon. Les paratriathlètes s'affrontent sur la distance sprint (750 m de natation, 20 km de vélo et 10 km de course à pied) selon une catégorisation spécifique à leurs handicaps. Chaque catégorie décernant le titre de champion du monde de paratriathlon correspondant après une épreuve mixte et un classement différencié des paratriathlètes féminins et masculins.

## Organisation
Le championnat du monde de paratriathlon 2018 est coorganisée par la Fédération australienne de triathlon (ATU).

## Palmarès
Tableaux des podiums du championnat 2018.
| Médaille           | PTHC               | PTS2           | PTS3          | PTS4                       | PTS5            | PTVI                     |
| ------------------ | ------------------ | -------------- | ------------- | -------------------------- | --------------- | ------------------------ |
| Médaille d'or      | Jetze Plat H2      | Mark Barr      | Daniel Molina | Alexis Hanquinquant        | Stefan Daniel   | Dave Ellis B3            |
| Médaille d'argent  | Geert Schipper H2  | Andrew Lewis   | Ryan Taylor   | Alejandro Sánchez Palomero | Martin Schulz   | Aaron Scheidies B2       |
| Médaille de bronze | Joseph Townsend H2 | Jules Ribstein | Max Gelhaar   | Joe Kurt                   | George Peasgood | Héctor Catalá Laparra B2 |

| Médaille           | PTHC               | PTS2         | PTS3            | PTS4          | PTS5            | PTVI                |
| ------------------ | ------------------ | ------------ | --------------- | ------------- | --------------- | ------------------- |
| Médaille d'or      | Emily Tapp H1      | Allysa Seely | Anna Plotnikova | Hannah Moore  | Lauren Steadman | Susana Rodríguez B2 |
| Médaille d'argent  | Wakako Tsuchida H1 | Fran Brown   | Élise Marc      | Sally Pilbeam | Claire Cashmore | Alison Patrick B2   |
| Médaille de bronze | Lauren Parker H1   | Hailey Danz  | Cassie Cava     | Mami Tani     | Grace Norman    | Katie Kelly B3      |